# كارولين جيرارد
كارولين جيرارد (بالفرنسية: Caroline Girard)‏ هي مغنية أوبرا ومغنية فرنسية، ولدت في 1832، وتوفيت في 1924.